# Subhumans
Subhumans (también conocidos como The Subhumans) es una banda de punk formada en la ciudad de Vancouver, Canadá en 1978. Fue fundada por Gerry Hannah, Ken Montgomery, Brian Roy Goble y Mike Graham. Hasta la fecha han grabado cuatro álbumes de estudio y su sonido se ha convertido en influencia para bandas como Overkill, Jingo de Lunch y D.O.A., que han realizado versiones de sus canciones.

## Discografía

### Estudio
- Incorrect Thoughts (1980)
- No Wishes, No Prayers (1983)
- New Dark Age Parade (2006)
- Same Thoughts, Different Day (2010)

### Sencillos, 7"s, EPs
- "Death to the Sickoids"/"Oh Canaduh" 7" (1978)
- Untitled 12" EP (1979)
- "Firing Squad"/"No Productivity" 7" (1980)
- Subhumans Limited Edition Demo EP (2005)

### Compilados
- "Death to the Sickoids" y "Urban Guerilla" en Vancouver Complication (1979)
- "Out of Line" y "Behind The Smile" en Vancouver Independence, Friends Records (1980)
- "Slave to My Dick" en Let Them Eat Jellybeans! (Alternative Tentacles, 1981)
- "No Productivity" en Killed By Death vol. 2
- "Slave to My Dick" en Last Call: Vancouver Independent Music 1977-1988 (Zulu Records, 1991)
- "Firing Squad" en Faster & Louder: Hardcore Punk, Vol. 2, (Rhino Entertainment, 1993)
- Pissed Off... with Good Reason CD (1996)
- Death Was Too Kind (Alternative Tentacles, 2008)[3]